# Hartlington
Hartlington – wieś w Anglii, w hrabstwie North Yorkshire, w dystrykcie (unitary authority) North Yorkshire. Leży 58 km na zachód od miasta York i 308 km na północny zachód od Londynu.